# Estrela de energia escura

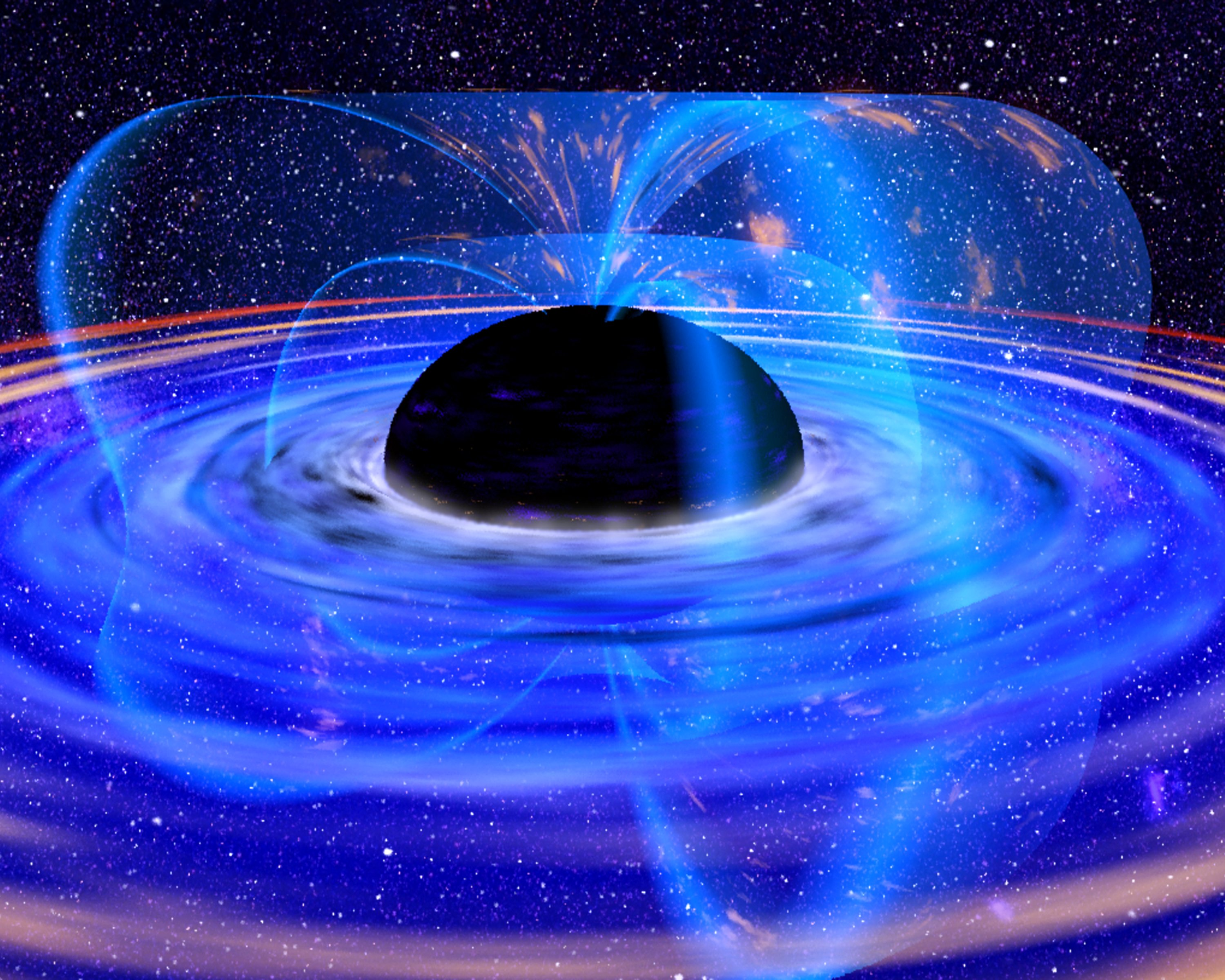
Estrela de energia escura

Estrela de energia escura é, segundo alguns estudos, um objeto compacto hipotético, constituindo para alguns poucos físicos uma explicação alternativa para a observação de candidatos a buraco negro.
Este conceito foi proposto pelo físico George Chapline. Sua teoria afirma que a matéria sugada pelo buraco negro é convertida em energia de vácuo ou energia escura, na medida em que a matéria cai através do horizonte de eventos. O espaço entre o horizonte de eventos termina com um alto valor para a constante cosmológica e possui pressão negativa contra a gravidade. Dessa forma, não haveria nenhuma singularidade para destruir a informação.

## Teoria
Em março de 2005, George Chapline especulou que a mecânica quântica determina com "quase total certeza" que buracos negros não existem e os objetos compactos em questão são na verdade estrelas de energia escura. A estrela de energia escura é um conceito diferente do gravastar.
As estrelas de energia escura foram originalmente propostas porque na física quântica o tempo absoluto é necessário; porém, na relatividade geral, um objeto sendo sugado por um buraco negro pareceria para um observador externo atravessar o horizonte de eventos muito lentamente. O objeto em si experimentaria a sensação de que o tempo flui normalmente.
Para reconciliar a mecânica quântica com os buracos negros, Chapline teorizou que a transição de fase do espaço ocorre no horizonte de eventos. Ele baseou suas ideias na física dos superfluidos. Na medida em que uma coluna de superfluido se eleva, em algum ponto, a densidade aumenta, diminuindo a velocidade do som, fazendo com que esta se aproxime de zero. No entanto, neste ponto, a física quântica faz com que as ondas sonoras dissipem sua energia para o superfluido, fazendo com que a condição de velocidade do som zero nunca seja encontrada.
Na hipótese da estrela de energia escura, a matéria sendo sugada que se aproxima do horizonte de eventos decai em partículas cada vez mais leves. Aproximando-se do horizonte de eventos, os efeitos ambientais aceleram o decaimento do próton. Esta pode ser a fonte dos raios cósmicos de alta energia provenientes do céu. Quando a matéria atravessa o horizonte de eventos, a energia equivalente de parte ou toda aquela matéria é convertida em energia escura. Essa pressão negativa contrabalança o ganho de massa da estrela, evitando a singularidade. A pressão negativa também dá à constante cosmológica um valor elevado.
Além do mais, as estrelas de energia escura primordiais poderiam se formar a partir das flutuações do espaço-tempo em si, o que é análogo às "bolhas de líquido se condensando simultaneamente em um gás que está sendo resfriado". Isto não apenas altera o entendimento sobre os buracos negros como também possui o potencial de explicar a energia escura e a matéria escura, que só podem ser observadas indiretamente.